# Zahra Nader
Zahra Nader (geboren 1990 in  Bamiyan, Afghanistan) ist eine afghanisch-kanadische Journalistin. 2022 gründete sie ZanTimes, ein Online-Magazin für Frauen in Afghanistan, dessen Chefredakteurin sie ist.

## Leben
Naders Familie gehört zur Volksgruppe der Hazara und floh in den 1990er Jahren nach der Machtübernahme durch die Taliban in den Iran. Im Iran gab es für geflüchtete Mädchen keinen Zugang zu Bildung. Nach dem Ende der Talibanregierung kehrte die Familie 2001 nach Afghanistan zurück, wo Zahra Nader erstmals die Schule besuchte. 2017 wanderte sie nach Kanada aus. Sie studierte an der University of Toronto und schloss das Studium mit einem Master in Kommunikations- und Kulturwissenschaften ab. Sie arbeitet an einer Doktorarbeit im Fach Gender Studies. Seit 2011 ist sie als Journalistin tätig und arbeitet unter anderem für die New York Times in Kabul. 2022 sprach sie vor dem Sicherheitsrat der Vereinten Nationen über die Lage der Frauen in Afghanistan.

## ZanTimes
Nach der zweiten Machtübernahme der Taliban, im August 2022, gründete und finanzierte  sie das Onlinemagazin ZanTimes, um Frauen sichtbarer zu machen und Journalistinnen eine Plattform zu geben. Zur Redaktion gehören 14 Frauen. Die Hälfte von ihnen lebt in Afghanistan. Viele Artikel erscheinen aus Sicherheitsgründen unter Pseudonym. Berichtet wird über Alltag und Probleme der afghanischen Frauen, wie Armut, Kinderehen und Gesundheit. Die Texte werden auf Farsi und Englisch veröffentlicht. Die meisten Leserinnen stammen aus Afghanistan, das Magazin wird aber auch von geflüchteten Afghaninnen in den USA, Großbritannien und Deutschland gelesen. Inzwischen wird das Projekt durch Fördergelder, Spenden und Stipendien finanziert.